# Vásárosdombó
Vásárosdombó là một thị trấn thuộc hạt Baranya, Hungary. Thị trấn này có diện tích 11,74 km², dân số năm 2010 là 1134 người, mật độ 97 người/km².